# Sukowetan
Sukowetan is een bestuurslaag in het regentschap Trenggalek van de provincie Oost-Java, Indonesië. Sukowetan telt 3710 inwoners (volkstelling 2010).